# Seznam latvijskih pisateljev
Seznam latvijskih pisateljev.

## A
- Inga Ābele
- Eriks Ādamsons
- Amanda Aizpuriete
- Juris Alunāns

## B
- Krišjānis Barons
- Vizma Belševica
- Rūdolfs Blaumanis
- Anna Brigadere

## Č
- Māris Čaklais
- Aleksandrs Čaks

## E
- Roberts Eidemanis

## G
- Aleksandrs Grīns
- Žanis Grīva (Žanis Folmanis) (1910-1982)

## J
- Jēkabs Janševskis
- Jānis Jaunsudrabiņš

## K
- Sandra Kalniete
- Hugo Teodors Krūmiņš (dramatik)
- Marta Krūmiņa-Vitrupe (1908-2010)

## L
- Vilis Lācis

## M
- Zenta Mauriņa
- Jānis Medenis

## P
- Jānis Poruks

## R
- Dzidra Rinkule-Zemzare

## S
- Kārlis Skalbe
- Zigmunds Skujiņš

## T
- Linards Tauns

## U
- Andrejs Upīts

## V
- Ojārs Vācietis

## Z
- Māra Zālite
- Imants Ziedonis